# Waldau (Bonn)
Die Waldau ist ein Teil des Bonner Stadtwaldes. Sie liegt im Stadtteil Venusberg am Südhang des gleichnamigen Berges und bildet den nördlichsten Teil des Kottenforsts. Bekannt ist sie vor allem als Ausflugsziel.

## Geographie
Die Waldau befindet sich auf dem südlichen Rücken des Venusberges, zwischen Ippendorf, Ortsteil Venusberg und dem Campus des Universitätsklinikum Bonns im Norden, Friesdorf im Osten, Röttgen im Süden und Ückesdorf im Westen. Südlich schließen sich Staatsforst und Naturpark Rheinland an. Die Waldau gehört dabei schon zur Hochterrasse westlich des Rheins und liegt auf etwa 170 Metern über dem Meeresspiegel. Der Boden ist tonig bis kiesig. Die Fläche der Waldau als offizieller Teil des Stadtwaldes beträgt 160 ha. Der durch das Melbtal zum Rhein fließende Engelsbach hat hier seine Quelle.

## Natur

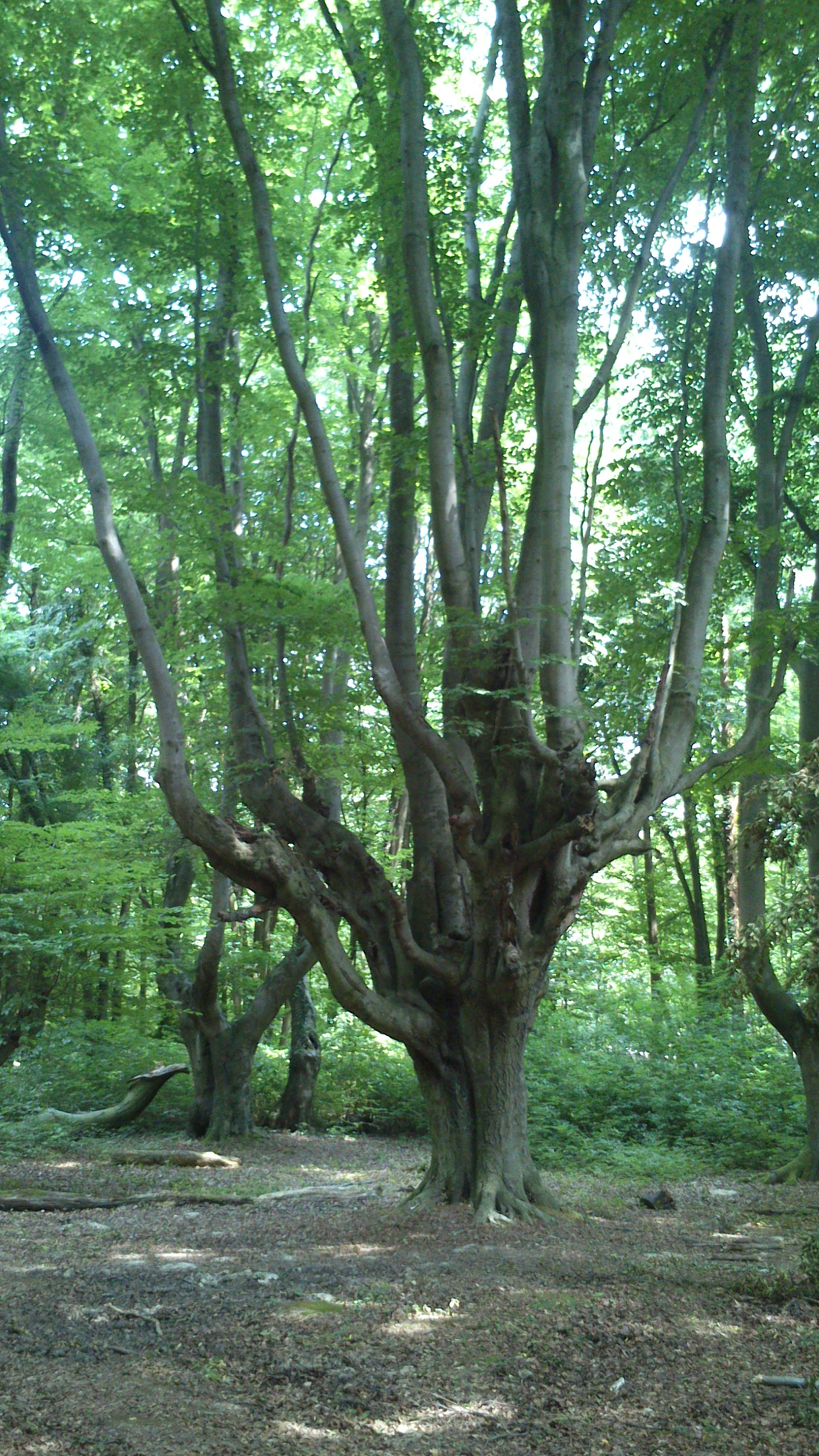
Kopfbuche in der Waldau

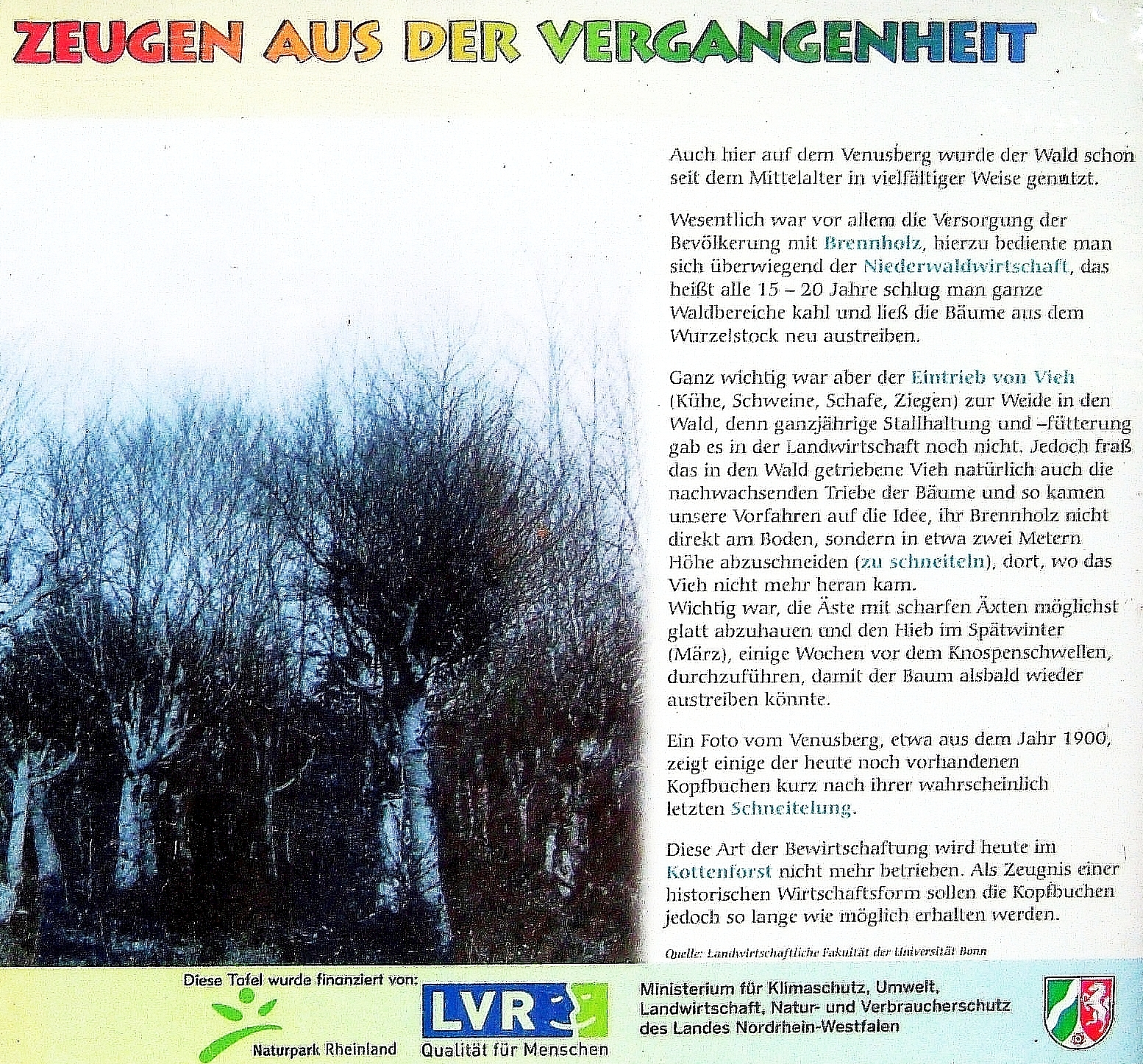
Kopfbuchen – Zeugen aus der Vergangenheit

Die Waldau ist großenteils mit Mischwald bestanden. Der ursprüngliche Bewuchs bestand hauptsächlich aus Eichen und Hainbuchen, durch Forstwirtschaft kamen viele Kiefern hinzu. Besonders auffallend sind die knorrigen Kopfbuchen oder Laacheichen, die bis 250 Jahre alt sind. Eine hier früher praktizierte Art der Holzgewinnung führte bei den Buchen zu Krüppelwuchs und verleiht ihnen teilweise ein bizarres Aussehen (Gespensterwald). Siehe Infotafel „Kopfbuchen – Zeugen aus der Vergangenheit“. Im Frühjahr dominieren Buschwindröschen den Waldboden, im Sommer um den Johannistag fallen zahlreiche Glühwürmchen auf.
Zu den freilebenden Tierarten in der Waldau zählen etwa der Waldkauz, die Bechsteinfledermaus, Damwild, Dachs, Erdkröten und Ringelnattern.

## Geschichte
Seit dem Mittelalter diente die Waldau wie auch die umliegenden Wälder zum Holzschlag und als Hutewald. Gegen 1750 erschloss Kurfürst Clemens August den Kottenforst mit einem systematischen Wegenetz, aus dieser Zeit stammt unter anderem die durch die Waldau führende Dottendorfer Allee. Im späten 19. Jahrhundert kam es zu größeren Rodungen und landwirtschaftlicher Nutzung, dazu kam auch ein Versuchsgut der Universität Bonn auf dem Annaberger Feld im Südwesten der Waldau.
Die Stadt Bonn kaufte 1908 den Hof auf der Waldau und einen Großteil der Fläche. Aus dem Zweiten Weltkrieg stammen zahlreiche Bombentrichter in der Umgebung. Nach dem Krieg kam es zu größeren Abholzungen, später begann dann die Wiederaufforstung der hierdurch und durch die Landwirtschaft verlorengegangenen Waldflächen. 1961 wurde ein Wildgehege eingerichtet, in dem Wildschweine, Rothirsche und Damhirsche im Freien beobachtet werden können. 1989 wurde das Haus der Natur eröffnet, das über Geologie, Tier- und Pflanzenleben der Umgebung informiert.

## Sehenswürdigkeiten

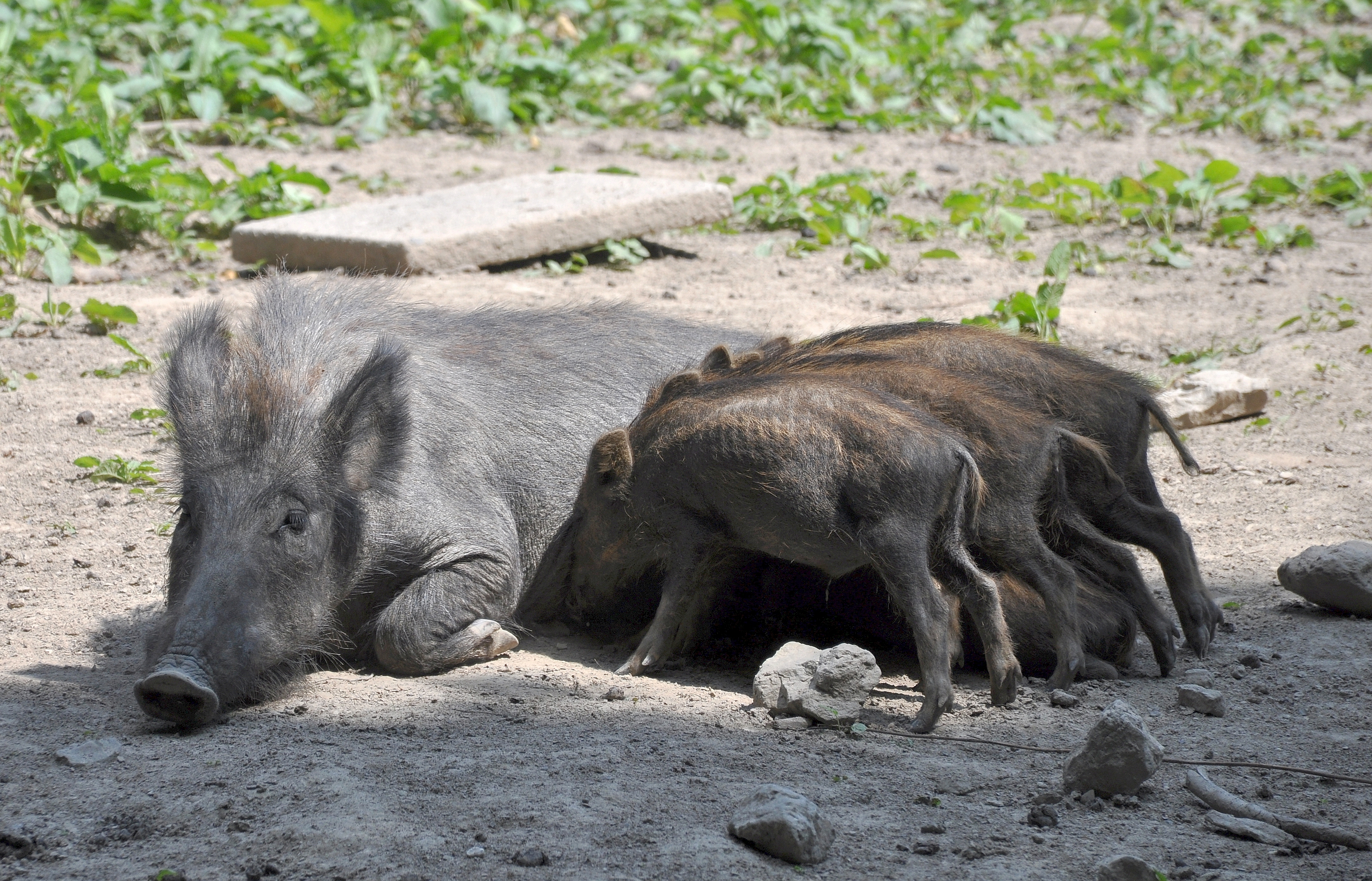
Bache mit Frischlingen (Waldau)

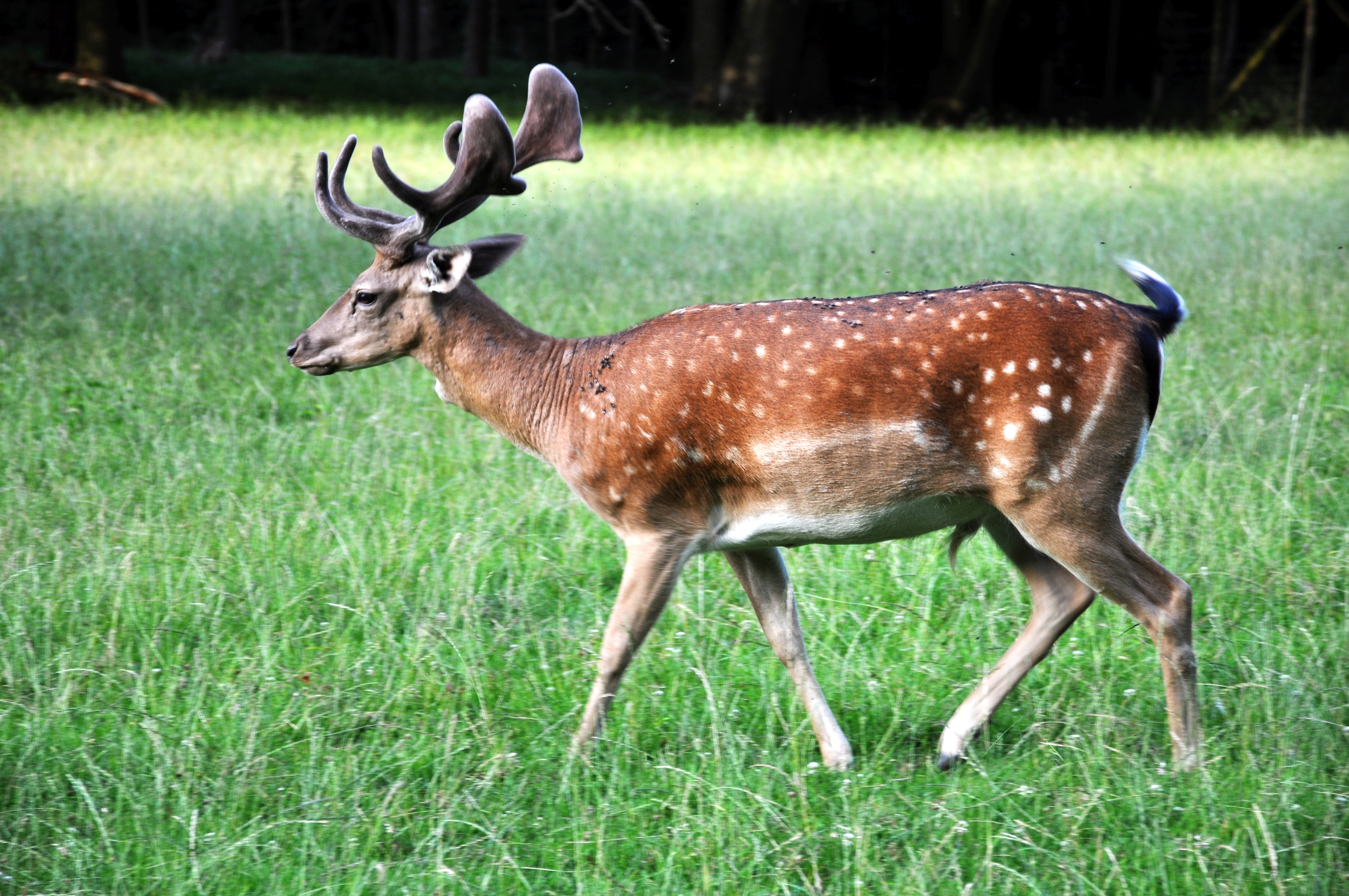
Damhirsch im Wildgehege der Waldau

Die Waldau lockt Besucher aus Bonn und Umgebung vor allem mit dem bei Kindern beliebten Wildgehege an. Das als „Waldinformationszentrum“ konzipierte Haus der Natur besteht aus einem Naturkundemuseum und einem Waldlehrpfad. Daneben befindet sich im alten Gutsgebäude mit modernem Anbau eine Gaststätte.